# Futbol'nyj Klub Tambov 2018-2019
Questa voce raccoglie le informazioni riguardanti il Futbol'nyj Klub Tambov nelle competizioni ufficiali della stagione 2018-2019.

## Stagione
La squadra ottenne la vittoria del campionato che consentì lo storico approdo in Prem'er-Liga.

## Rosa
| N. |                           | Ruolo | Calciatore         |
| -- | ------------------------- | ----- | ------------------ |
| 2  | Russia (bandiera)         | D     | Aleksej Rybin      |
| 5  | Russia (bandiera)         | D     | Yevgeni Shlyakov   |
| 6  | Costa d'Avorio (bandiera) | C     | Sékou Doumbia      |
| 7  | Russia (bandiera)         | C     | Oleg Chernyshov    |
| 8  | Russia (bandiera)         | C     | Anton Kilin        |
| 9  | Russia (bandiera)         | A     | Khasan Mamtov      |
| 14 | Russia (bandiera)         | A     | Khyzyr Appayev     |
| 18 | Montenegro (bandiera)     | C     | Mladen Kašćelan    |
| 20 | Nigeria (bandiera)        | C     | Benito             |
| 22 | Uzbekistan (bandiera)     | C     | Vagiz Galiulin     |
| 23 | Russia (bandiera)         | C     | Danil Klënkin      |
| 24 | Russia (bandiera)         | C     | Vladislav Boldyrev |
| 33 | Russia (bandiera)         | D     | Andrei Yakovlev    |
| 49 | Russia (bandiera)         | C     | Daniil Mishutin    |
| 50 | Russia (bandiera)         | C     | Roman Strelnikov   |
| 51 | Russia (bandiera)         | D     | Igor Dvoryashin    |
| 52 | Russia (bandiera)         | C     | Mikhail Usanin     |

| N. |                           | Ruolo | Calciatore         |
| -- | ------------------------- | ----- | ------------------ |
| 63 | Russia (bandiera)         | C     | Vladislav Vlasov   |
| 77 | Russia (bandiera)         | C     | Yevgeni Kuleshov   |
| 88 | Russia (bandiera)         | P     | Giorgi Shelia      |
| 91 | Russia (bandiera)         | C     | Maksim Lazutkin    |
| 92 | Moldavia (bandiera)       | C     | Valeriu Ciupercă   |
| 94 | Russia (bandiera)         | A     | Yevgeni Ragulkin   |
|    | Russia (bandiera)         | P     | Dmitri Vyalov      |
|    | Russia (bandiera)         | D     | Ruslan Abazov      |
|    | Russia (bandiera)         | D     | Maksim Osipenko    |
|    | Russia (bandiera)         | D     | Adesoje Ojevole    |
|    | Russia (bandiera)         | D     | Soslan Takazov     |
|    | Ucraina (bandiera)        | C     | Denys Dedečko      |
|    | Russia (bandiera)         | C     | Michail Kostjukov  |
|    | Russia (bandiera)         | A     | Sergei Arkhipov    |
|    | Russia (bandiera)         | A     | Andrei Chasovskikh |
|    | Russia (bandiera)         | A     | Išchan Gelojan     |
|    | Costa d'Avorio (bandiera) |       | Senin Sebai        |

## Risultati

### Campionato
| San Pietroburgo 17 luglio 2018, ore 17:00 1ª giornata | Zenit-2 | 1 – 2 referto | Tambov | Stadio Petrovskij (400 spett.) |

| Kaliningrad 22 luglio 2018, ore 18:00 2ª giornata | Baltika | 1 – 2 referto | Tambov | Stadio di Kaliningrad (10 456 spett.) |

| Tambov 29 luglio 2018, ore 19:00 3ª giornata | Tambov | 0 – 0 referto | Nižnij Novgorod | Spartak Stadium (3 510 spett.) |

| Armavir 4 agosto 2018, ore 17:45 4ª giornata | Armavir | 1 – 3 referto | Tambov | Stadio Junost' (2 800 spett.) |

| Tambov 8 agosto 2018, ore 18:30 5ª giornata | Tambov | 1 – 2 referto | Krasnodar-2 | Spartak Stadium (3 200 spett.) |

| Chabarovsk 12 agosto 2018, ore 11:00 6ª giornata | SKA-Chabarovsk | 1 – 2 referto | Tambov | Stadio Lenin (5 011 spett.) |

| Tambov 18 agosto 2018, ore 18:00 7ª giornata | Tambov | 2 – 2 referto | Mordovija | Spartak Stadium (4 000 spett.) |

| Tjumen' 26 agosto 2018, ore 14:00 8ª giornata | Tjumen' | 1 – 3 referto | Tambov | Stadio Geolog (2 000 spett.) |

| Tambov 1º settembre 2018, ore 17:30 9ª giornata | Tambov | 3 – 1 referto | Sibir' | Spartak Stadium (4 300 spett.) |

| Tambov 8 settembre 2018, ore 17:30 10ª giornata | Tambov | 2 – 2 referto | Čertanovo | Spartak Stadium (4 400 spett.) |

| Vladivostok 15 settembre 2018, ore 11:00 11ª giornata | Luč Vladivostok | 0 – 1 referto | Tambov | Stadio Dinamo (2 400 spett.) |

| Tambov 19 settembre 2018, ore 18:30 12ª giornata | Tambov | 3 – 0 referto | Tom' Tomsk | Spartak Stadium (4 400 spett.) |

| Soči 23 settembre 2018, ore 17:00 13ª giornata | Soči | 0 – 0 referto | Tambov | Stadio olimpico Fišt (3 524 spett.) |

| Tambov 1º ottobre 2018, ore 18:30 14ª giornata | Tambov | 3 – 1 referto | Avangard Kursk | Spartak Stadium (3 250 spett.) |

| Jaroslavl' 6 ottobre 2018, ore 14:00 15ª giornata | Šinnik | 3 – 0 referto | Tambov | Stadio Šinnik (1 250 spett.) |

| Tambov 13 ottobre 2018, ore 14:30 16ª giornata | Tambov | 2 – 0 referto | Spartak-2 Mosca | Spartak Stadium (4 925 spett.) |

| Voronež 20 ottobre 2018, ore 16:00 17ª giornata | Fakel Voronež | 0 – 0 referto | Tambov | Stadio Centrale (2 400 spett.) |

| Tambov 24 ottobre 2018, ore 18:30 18ª giornata | Tambov | 3 – 0 referto | Chimki | Spartak Stadium (2 824 spett.) |

| Volgograd 28 ottobre 2018, ore 15:00 19ª giornata | Rotor | 1 – 2 referto | Tambov | Volgograd Arena (22 349 spett.) |

| Tambov 4 novembre 2018, ore 14:30 20ª giornata | Tambov | 2 – 0 referto | Baltika | Spartak Stadium (3 250 spett.) |

| Krasnodar 10 novembre 2018, ore 14:00 21ª giornata | Krasnodar-2 | 2 – 0 referto | Tambov | Stadion CPR FK Krasnodar (1 270 spett.) |

| Tambov 14 novembre 2018, ore 14:30 22ª giornata | Tambov | 0 – 1 referto | Armavir | Stadio Tambov (1 350 spett.) |

| Nižnij Novgorod 18 novembre 2018, ore 14:00 23ª giornata | Nižnij Novgorod | 1 – 0 referto | Tambov | Stadio Nižnij Novgorod (10 537 spett.) |

| Tambov 24 novembre 2018, ore 17:00 24ª giornata | Tambov | 3 – 2 referto | SKA-Chabarovsk | Stadio Tambov (1 495 spett.) |

| Saransk 3 marzo 2019, ore 15:00 25ª giornata | Mordovija | 1 – 3 referto | Tambov | Mordovia Arena (3 117 spett.) |

| Tambov 10 marzo 2019, ore 14:30 26ª giornata | Tambov | 1 – 1 referto | Tjumen' | Stadio Tambov (1 500 spett.) |

| Novosibirsk 17 marzo 2019, ore 12:00 27ª giornata | Sibir' | 0 – 2 referto | Tambov | Stadio Zarja (1 750 spett.) |

| Mosca 24 marzo 2019, ore 14:00 28ª giornata | Čertanovo | 0 – 1 referto | Tambov | Sapsan Arena (420 spett.) |

| Tambov 30 marzo 2019, ore 16:00 29ª giornata | Tambov | 2 – 1 referto | Luč Vladivostok | Stadio Tambov (1 501 spett.) |

| Tomsk 7 aprile 2019, ore 12:00 30ª giornata | Tom' Tomsk | 1 – 1 referto | Tambov | Trud Stadium (4 600 spett.) |

| Tambov 13 aprile 2019, ore 15:30 31ª giornata | Tambov | 0 – 3 referto | Soči | Spartak Stadium (3 100 spett.) |

| Kursk 20 aprile 2019, ore 15:00 32ª giornata | Avangard Kursk | 0 – 0 referto | Tambov | Stadio Trudovye rezervy (5 400 spett.) |

| Tambov 24 aprile 2019, ore 18:15 33ª giornata | Tambov | 1 – 0 referto | Šinnik | Spartak Stadium (3 225 spett.) |

| Mosca 28 aprile 2019, ore 14:00 34ª giornata | Spartak-2 Mosca | 2 – 2 referto | Tambov | Stadio Accademia Spartak (525 spett.) |

| Tambov 4 maggio 2019, ore 18:15 35ª giornata | Tambov | 0 – 0 referto | Fakel Voronež | Spartak Stadium (4 950 spett.) |

| Chimki 12 maggio 2019, ore 14:00 36ª giornata | Chimki | 2 – 0 referto | Tambov | Arena Chimki (5 010 spett.) |

| Tambov 19 maggio 2019, ore 15:00 37ª giornata | Tambov | 1 – 0 referto | Rotor | Spartak Stadium (4 200 spett.) |

| Tambov 25 maggio 2019, ore 15:00 38ª giornata | Tambov | 2 – 1 referto | Zenit-2 | Spartak Stadium (4 895 spett.) |

### Coppa di Russia
| Kaluga 22 agosto 2018, ore 18:30 Quarto turno | Kaluga | 4 – 4 referto | Tambov | (700 spett.) |

| Tambov 27 settembre 2018, ore 19:30 Sedicesimi di finale | Tambov | 1 – 2 (d.t.s.) referto | Kryl'ja Sovetov Samara | Spartak Stadium (4 600 spett.) |